# Diamesa garretti
Diamesa garretti är en tvåvingeart som beskrevs av James E. Sublette 1965. Diamesa garretti ingår i släktet Diamesa och familjen fjädermyggor. Inga underarter finns listade i Catalogue of Life.